# 大井康光
大井 康光（おおい やすみつ）は、室町時代から戦国時代の武将。信濃佐久郡大井城主。

## 概要
『四隣譚藪』によれば、明応2年（1493年）、長窪大井氏の出で岩村田大井宗家の跡を継ぎ、大井城主となる。
明応2年（1493年）3月、佐久郡岩村田の成身院（現在は廃寺）に金幢幡を寄進した。跡を継いだのは3男の貞隆である。